# Shanta Ghosh

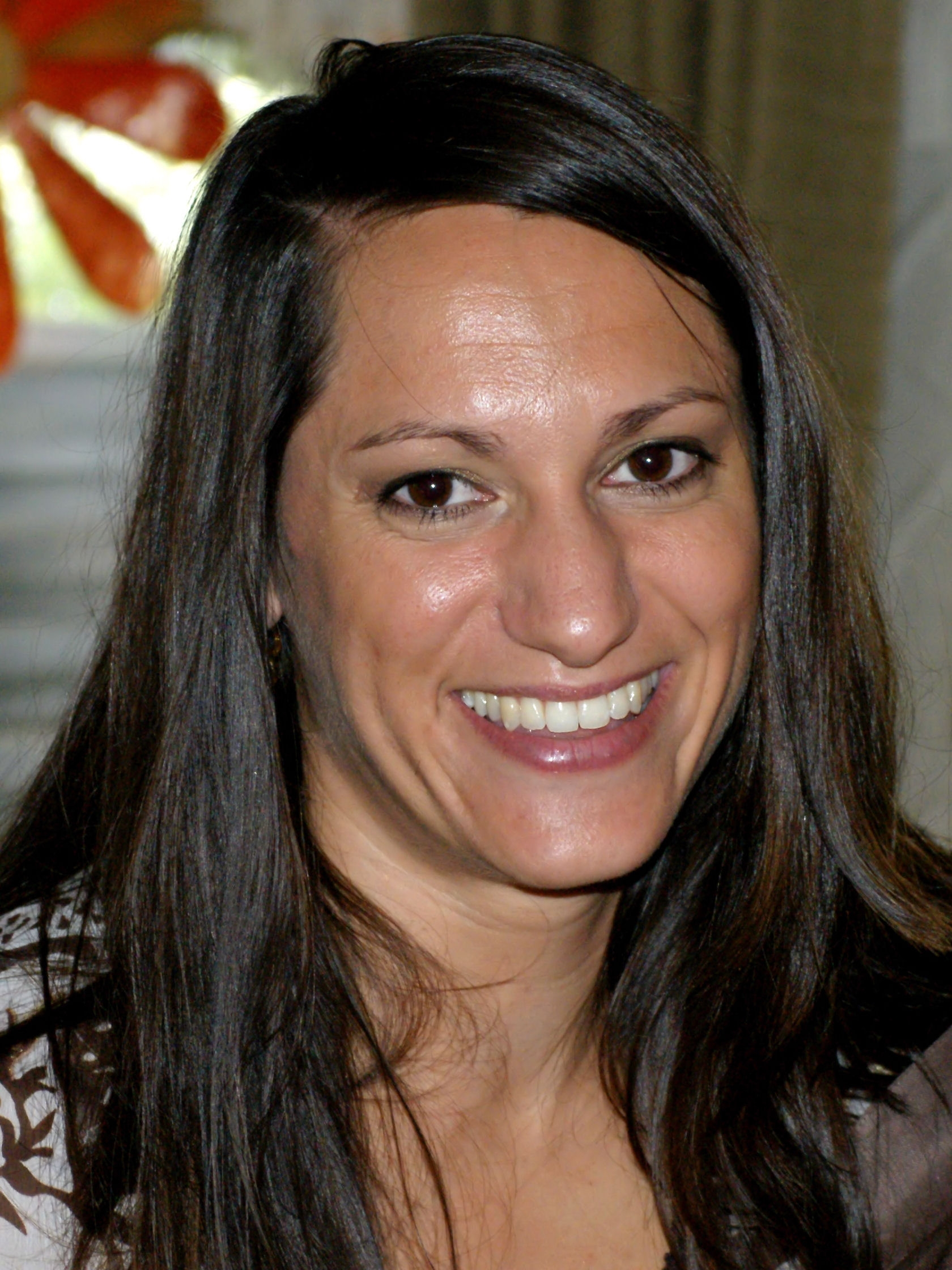
Shanta Ghosh (2008)

Shanta Ghosh-Broderius (* 3. Januar 1975 in Neunkirchen (Saar)) ist eine ehemalige deutsche Leichtathletin, die von Ende der 1990er Jahre bis 2005 als 400-Meter-Läuferin erfolgreich war.

## Leben
Ihr Vater stammt aus Kalkutta (Indien), von wo er 1960 auswanderte, um in Deutschland als Ingenieur zu arbeiten; ihre Mutter stammt aus Oberhausen.
Sie wurde Deutsche Jugend- und Juniorenmeisterin über 200 Meter. 1996 wurde Ghosh Deutsche Hochschulmeisterin über 60 Meter in der Halle. Im Jahr darauf gewann sie bei den U23-Europameisterschaften in Turku drei Medaillen, Gold mit der 4-mal-100-Meter-Staffel und Silber über 200 Meter und mit der 4-mal-400-Meter-Staffel. Bei den Weltmeisterschaften in Athen startete sie über 200 Meter und schied im Zwischenlauf aus. 1999 gewann sie mit der 4-mal-100-Meter-Staffel Bronze bei der Universiade.
Im Jahr 2000 nahm sie an den Olympischen Spielen in Sydney teil, allerdings kam die deutsche 4-mal-400-Meter-Staffel nicht über den Vorlauf hinaus. 2001 gewann Ghosh ihren einzigen Deutschen Meistertitel, über 400 Meter in der Halle. Bei den folgenden Hallenweltmeisterschaften in Lissabon gewann sie mit der 4-mal-400-Meter-Staffel (Claudia Marx, Birgit Rockmeier, Florence Ekpo-Umoh, Shanta Ghosh) in 3:31,00 Minuten die Bronzemedaille.
Ihr größter Erfolg ist die Staffel-Silbermedaille im 4-mal-400-Meter-Lauf bei den Weltmeisterschaften 2001 in Edmonton (3:21,97 Minuten, zusammen mit Grit Breuer, Florence Ekpo-Umoh und Claudia Marx). In derselben Besetzung gewann die Staffel außerdem in diesem Jahr beim Europacup.
Shanta Ghosh gehörte der LSG Neunkirchen und dem LC Rehlingen an und trainierte bei Ulrich Knapp. 2005 beendete sie ihre sportliche Laufbahn. Sie ist 1,68 m groß und wog zu Wettkampfzeiten 53 kg.
Sie absolvierte 1994 am Gymnasium am Krebsberg in Neunkirchen das Abitur, studierte an der Universität des Saarlandes in Saarbrücken Psychologie (Schwerpunkt Organisations-, Kommunikations- und Medienpsychologie) und schloss 2006 mit Diplom ab. 2008 gründete sie mit Bianca Kappler ein Unternehmen für Gesundheitscoaching.
Shanta Ghosh ist Mitglied des saarländischen CDU-Landesvorstandes und kandidierte 2004 und 2009 für den saarländischen Landtag. 2004 war sie Wahlfrau für die CDU in der Bundesversammlung zur Wahl von Bundespräsident Horst Köhler.

## Persönliche Bestleistungen
- 100 m: 11,46 s (1. Juli 2000 in Saarbrücken)
- 200 m: 22,80 s (13. Juli 1997 in Turku, Finnland sowie 25. Juni 2000 in Nürnberg)
- 400 m: 51,25 s (30. Juni 2001 in Stuttgart)